# St. Maries
St. Maries – miasto w Stanach Zjednoczonych, w stanie Idaho, siedziba administracyjna hrabstwa Benewah.